# Тодорич
 Тази статия е за бившето село в Беласица.  За селото в Източна Тракия вижте Тодорич (вилает Одрин).  
Тодорич или Тодорци (на гръцки: Θεοδωρίτσι, Теодорици, катаревуса: Θεοδωρίτσιον, Теодорицион) е бивше село в Егейска Македония, в Гърция, разположено на територията на дем Синтика, област Централна Македония.

## География
Селото е било разположено в южните склонове на Беласица (Белес или Керкини), източно от Горни Порой (Ано Пороя), над село Джума махала (Ливадия), на река Месала.

## История

### Етимология
Според Йордан Н. Иванов името е по личното име То̀дор. Сравними са селото със същото име във Воденско – Тодорци и други селищни имена. Обликът Тодорѝч е със завършек на турска почва.

### В Османската империя
В XIX век Тодорич е село в Демирхисарска каза на Серския санджак на Османската империя. Според Стефан Веркович през 1872 година собственикът (спахия) на селото Бекир бей от Демир Хисар подлага на продължителни изтезания всички мъже немюсюлмани във връзка с неоснователни подозрения за убийството на един мюсюлманин.
В „Етнография на вилаетите Адрианопол, Монастир и Салоника“, издадена в Константинопол в 1878 година и отразяваща статистиката на населението от 1873 година, Тодоруч (Todorutch) е посочено като село с 63 домакинства и 100 жители мюсюлмани и 70 българи.
В 1891 година Георги Стрезов пише за селото:
| „ | Тодорич, на 1/2 час от Липош; разположено е тъй също при подножието на Беласица. Селянете минуват със същия занят, както в горното село. Нямат ни църква, ни училище. 30 къщи турци, 10 българе. | “ |

Съгласно статистиката на Васил Кънчов („Македония. Етнография и статистика“) от 1900 година Тодорич брои 180 жители българи християни и 220 турци.
Цялото християнско население на селото е под върховенството на Българската екзархия. По данни на секретаря на Екзархията Димитър Мишев („La Macédoine et sa Population Chrétienne“) в 1905 година в селото (Todoritch) живеят 200 българи екзархисти. Към 1906 година селото има 40 къщи.

### В Гърция
През войната селото е освободено от части на българската армия, но след Междусъюзническата война в 1913 година селото попада в Гърция. В селото са заселени гърци бежанци. Според преброяването от 1928 година Тодорич е изцяло бежанско село с 28 бежански семейства със 112 души.
Заличено е в 1951 година.